# Велиев, Мирза Давлетович
Мирза́ Давле́тович Вели́ев (азерб. Vəliyev Mirzə Dövlət oğlu; (31 августа 1923, Юхары Легер — 6 ноября 1944, Вашад, Венгрия) — командир орудия 309-го гвардейского стрелкового полка (109-я гвардейская стрелковая дивизия, 10-й гвардейский стрелковый корпус, 46-я армия, 2-й Украинский фронт), гвардии старший сержант, Герой Советского Союза (1944).

## Биография
Родился 31.08.1923 года в селе Юхары Легер ныне Гусарского района Азербайджанской ССР в семье крестьянина. Лезгин или же этнически азербайджанец. В наградных листах национальность указана как лезгин. По словам родственников (племянника) и в предоставленных документах (копия свидетельства о рождении матери Героя Гезаль Фарзали кызы) — азербайджанец. Образование неполное среднее.
В июне 1941 года добровольцем вступил в Красную Армию, став наводчиком 45-мм орудия. В первом же бою после гибели командира орудия принял командование расчётом, затем получил звание старшего сержанта и был назначен командиром орудия.
Прошел боевой путь от Кавказа до Будапешта. Участвовал в боях за освобождение Кубани, Украины, Румынии, Болгарии, форсировал реки Днепр, Днестр и Дунай. Бессмертный подвиг совершил в боях на территории Венгрии.
6 ноября 1944 года в район села Вашад юго-восточнее Будапешта позиции стрелкового батальона, который поддерживал расчёт «сорокапятки» гвардии старшего сержанта Велиева, были атакованы противником при поддержке 20 танков. Артиллеристы вступили в неравный бой. После уничтожения головного танка расчёт орудия был выведен из строя. Оставшись один, Велиев уничтожил ещё три танка, бронетранспортёр, автомашину с пехотой. Вёл огонь до тех пор, пока его не настигла вражеская пуля. Похоронен на месте боя в селе Вашад (Венгрия).
Указом Президиума Верховного Совета СССР от 24 марта 1945 года за образцовое выполнение боевых заданий командования на фронте борьбы с немецко-фашистским захватчиками и проявленные при этом мужество и героизм гвардии старшему сержанту Велиеву Мирзе Давлетовичу присвоено звание Героя Советского Союза (посмертно).

## Награды
- Орден Ленина.
- Орден Славы 3-й степени.
- Медаль «За отвагу».
- Медаль «За оборону Кавказа».

## Память
- На родине Мирзы Велиева, в селе Юхары Легер ему установлен памятник.
- В городе Кусары его именем названа улица.